# Aleja Armii Krajowej w Koszalinie
Aleja Armii Krajowej (do 1990 Aleja Trzydziestolecia) – ulica w centralnej części Koszalina, stanowi obejście ścisłego centrum zlokalizowanego wzdłuż ulic Zwycięstwa i Szczecińskiej.
Jest położona w ciągu drogi krajowej nr 6, a pomiędzy Szczecińską/Zwycięstwa i Bohaterów Warszawy jest także częścią drogi krajowej nr 11.
Początkowo północna część ulicy nazywała się Am Bahndamm, a południowa Eisenbahnstraße. Do 1937 przez całą długość Eisenbahnstraße przebiegała linia tramwajowa. Wzdłuż zachodniej pierzei znajdowały się tereny kolejowe i dworzec, po wschodniej rozproszona zabudowa i zieleńce. W 1945 ulica otrzymała nazwę Dworcowa, w 1960 u zbiegu z ulicą Szczecińską wybudowano dworzec autobusowy, a cztery lata później obecny gmach dworca kolejowego. W 1974 w związku z planowanymi dożynkami centralnymi, które miały się odbyć w Koszalinie ulicę całkowicie przebudowano. W związku z tym wyburzono część domów przy obecnej ulicy Dworcowej (wówczas gen. Karola Świerczewskiego), a przedłużeniu tej ulicy wybudowano pierwsze i jedyne w Koszalinie przejście podziemne, w którym ulokowano placówki handlowe. Ulica zyskała po trzy pasy ruchu w każdym kierunku, a pomiędzy jezdniami ulokowano parkingi, jest to najszersza ulica w Koszalinie.